# José María Leyva
José María Leyva (Tetaroba El Fuerte, 2 aprile 1877 – Città del Messico, 1956) è stato un generale, politico e rivoluzionario messicano, comandante delle forze della Confederazione dei Gruppi dell'Esercito Liberale durante la Ribellione magonista della Bassa California (1911).

## Biografia
José María Leyva nacque nel Sinaloa nel 1877. Aderì al Partito Liberale Messicano nel 1904 e partecipò allo Sciopero di Cananea nel 1906. Si distinse per essere uno strenuo oppositore del presidente Porfirio Díaz durante il Porfiriato.
Nel 1911, durante la rivoluzione maderista, la prima fase della rivoluzione messicana, prestò servizio come comandante delle forze liberali (o magoniste) nell'insurrezione della Bassa California. Il 29 gennaio insieme a Simón Berthold, fu al comando dei 30 guerriglieri che conquistarono Mexicali. Dopo la conquista di Ciudad Juárez in maggio da parte delle forze di Francisco Madero, aderì al Partito Nazionale Antirielezionista. In merito a ciò, Madero lo nominò comandante delle forze federali in Bassa California. In giugno, Leyva fece parte della delegazione che a Los Angeles s'incontrò con il Comitato organizzatore del Partito Liberale Messicano per convincerlo a riconoscere la vittoria della rivolta di Madero e la presidenza provvisoria di Francisco León de la Barra, secondo i termini del trattato di Ciudad Juárez.
Dopo il colpo di Stato (Decade tragica) nel febbraio 1913, contro Madero, Leyva si unì ai Costituzionalisti e l'anno seguente sedette alla Convenzione di Aguascalientes. Sempre nel 1914 si congedò dall'esercito costituzionalista con il grado di generale di brigata. Rimase in politica fino al 1920, quando aderì al Piano di Agua Prieta contro Venustiano Carranza.
Morì a Città del Messico nel 1956.